# Medellín (Argentina)
Medellín es una localidad argentina ubicada en el departamento Atamisqui, de la provincia de Santiago del Estero. Se halla sobre la ruta provincial 1, la cual constituye su principal vía de comunicación vinculándola al noroeste con Villa Atamisqui y al sudeste con Los Telares.
El fuerte Medellín es la segunda localidad más antigua de Santiago del Estero tras Villa Atamisqui (fundada un año antes) y la cuarta más antigua de la Argentina. Fue fundada el 11 de febrero de 1544 por Francisco de Mendoza en un lugar entre Salavina y Soncho. No obstante la misma careció de la vitalidad que sí logró la ciudad de Santiago del Estero, permaneciendo como un pequeño poblado hasta hoy día. La fundación es recordada cada año con un importante festival popular.

## Población
Cuenta con 565 habitantes (Indec, 2010), lo que representa un incremento del 22,8% frente a los 460 habitantes (Indec, 2001) del censo anterior.
| Gráfica de evolución demográfica de Medellín entre 1991 y 2010 |
|                                                                |
| Fuente : Censos nacionales del INDEC                           |